# Charlotte Bechstein

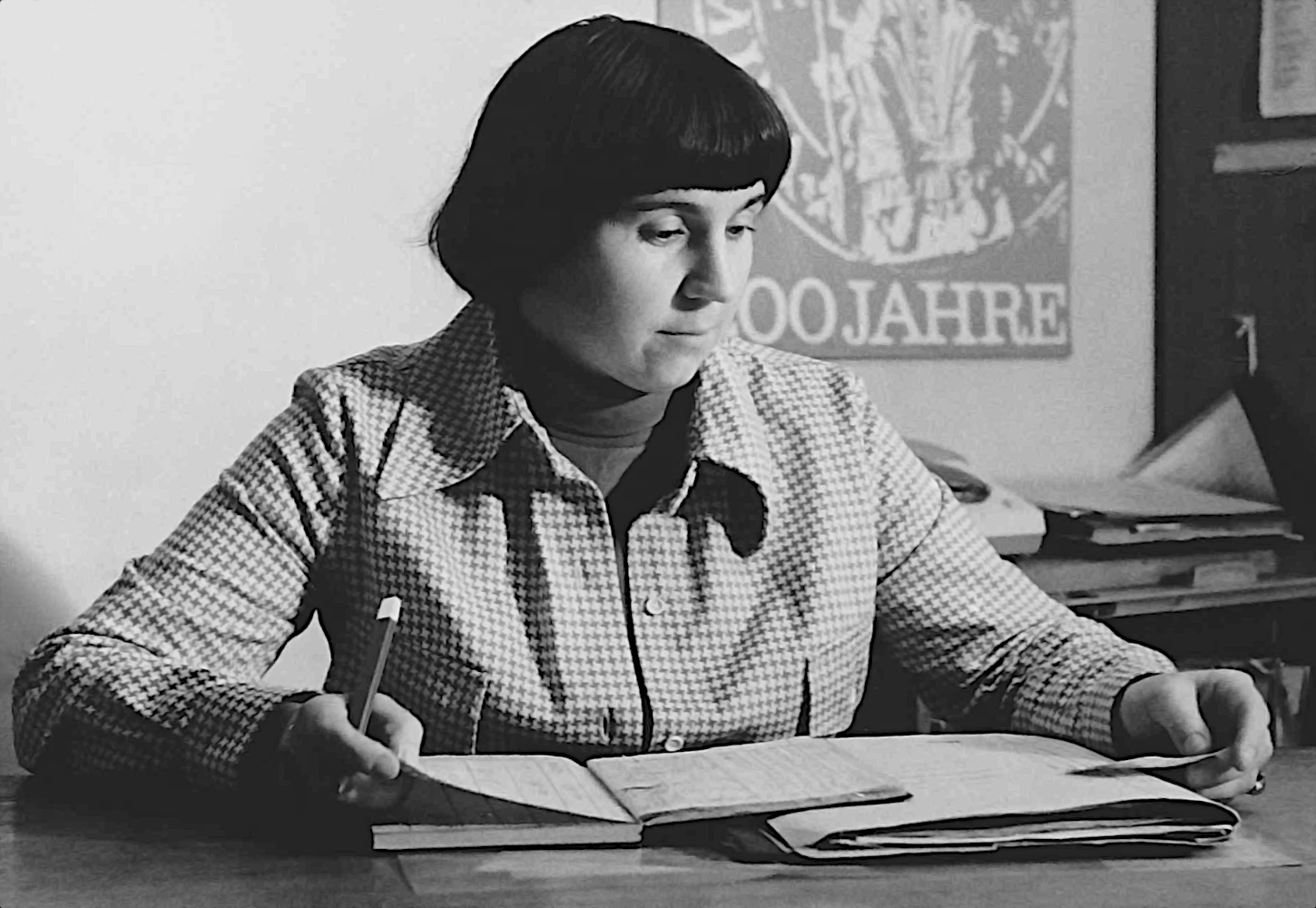
Charlotte Bechstein, 1978

Charlotte Annemarie Bechstein (* 27. September 1939 in Waltershausen; † 25. Februar 2015 in Erfurt) war eine deutsche Schriftstellerin, Bibliothekarin und Drehbuchautorin.

## Leben
Charlotte Bechstein war die älteste von fünf Kindern. Nach einer Lehre als Stahlbauschlosserin ging sie 1956 zur Arbeiter-und-Bauern-Fakultät in Jena und machte dort drei Jahre später ihr Abitur. Danach begann sie ein Philosophie-Studium an der Friedrich-Schiller-Universität. Wegen „politischer Unreife“ wurde sie nach dreieinviertel Jahren zwangsexmatrikuliert. 1964 brachte sie ihr erstes Kind zur Welt. Nach einer Ausbildung zur Bibliothekarin arbeitete sie bis 1970 als Leiterin der Stadtbibliothek in Waltershausen. 1971 bekam sie ihr zweites Kind. Im Jahr darauf wurde ihr erstes Buch veröffentlicht. Danach wechselte sie an die Heinrich-Heine-Bibliothek in Gotha, an der sie bis 1973 als Bibliothekarin arbeitete.
1974 übernahm sie die Leitung der Tourist-Information in Gotha. Ihr Drehbuch „Die Bibliothekarin“ wurde verfilmt und 1976 zum ersten Mal ausgestrahlt. Ein Jahr später besuchte sie einen Sonderlehrgang der Hochschule für Film und Fernsehen Potsdam-Babelsberg. 1980 trat sie aus der Arbeitsgemeinschaft Junger Autoren beim Deutschen Schriftstellerverband aus. Trotzdem war ihr berufliches und persönliches Leben von Beschattung durch den Staatssicherheitsdienst beeinträchtigt. 1984 bis 1986 arbeitete sie als Leiterin der Abteilung Information und Dokumentation und 1997/98 als Bibliothekarin am Institut zur Ausbildung von Ingenieurpädagogen in Gotha. Zwei Jahre später erfolgte ihre berufliche Rehabilitierung.
Charlotte Bechstein starb 2015 im Alter von 75 Jahren in Erfurt und wurde dort bestattet.

## Werke

### Bücher
- Ein Brief für Wang, Kinderbuchverlag Berlin, 1972, 28 Seiten, Lizenz-Nr. 304-270/351/72-(20)[5]
- Die Bibliothekarin, Drehbuch für Fernsehspiel, DEFA 1976[7][8]
- Mit den Wölfen sollst du heulen, R. G. Fischer Verlag, 1993, 96 Seiten, ISBN 978-3894068943
- Literallala aus dem Freizeitpark und ein paar Schoten, 1995, 56 Seiten[9][10]
- Du darfst nicht daran zerbrechen, Angelika Lenz Verlag, 1997, 115 Seiten, ISBN 978-3980459761[2]
- Anna–Susanna geht stiften: Szenen einer Hoffnung, quartus-Verlag, 2004, 124 Seiten, ISBN 978-3936455267[1][11]

### Weitere Publikationen (Auswahl)
- Brief von der Bezirksredaktion „Das Volk“ an Ch. Bechstein (24. Okt. 1966), Franz-Hammer-Archiv, Signatur: Hammer 881[12]
- Auswahl 68. Neue Lyrik – Neue Namen, Hg/Vorw.: Bernd Jentzsch, Berlin 1968[13]
- Gedichte, 33 Seiten, 1969, Franz-Hammer-Archiv, Signatur: Hammer 1224[14]
- neue deutsche literatur, Heft 7/1970[15]
- Solidaritätsaktion Osterei – Vorfrühling auf dem Boxberg, Gutachten von Jupp Müller zu eingesandten Manuskripten, Lektorat Belletristik, Verlag Tribüne, DY 78/8550, 1980 – 1985[16]
- Hab gelernt durch Wände zu gehen, Hg: Margarete Sorg, (Mitautorin), Wallstein Verlag, 1993, 279 Seiten, ISBN 978-3892440642[17]
- Palmbaum Journal, Heft 24, 1998, Prosa[18]